# 木村靖
木村 靖（きむら やすし）は、日本のソフトテニス指導者。園芸家、造園家。三重生まれ。

## 経歴
神戸大学教育学部を卒業後、松蔭高等学校に勤務。
在職中、全国高等学校総合体育大会ソフトテニス競技大会に団体で20年連続で出場して優勝3回、国民体育大会優勝3回などの実績を残す。その後は兵庫県美嚢郡吉川町兵庫国体推進課に勤務した。